# Børn under jorden
Børn under jorden er en dansk dokumentarfilm fra 1998, der er instrueret af Helle Hansen.

## Handling
Fatima er en 32-årig kvinde fra Syrien, der sammen med sine tre døtre har levet under jorden i Danmark i mere end et år, fordi hun ikke uden fare for sit liv kan vende tilbage til sin voldelige mand i Syrien. Filmen er en beretning om menneskeskæbner i dagens Danmark, hvor illegale flygtninge er et voksende fænomen